# Ivan Michailov
Ivan Michailov est un boxeur bulgare né le 25 décembre 1944 à Sliven.

## Carrière
Sa carrière amateur est principalement marquée par une médaille de bronze remportée aux Jeux olympiques de Mexico en 1968 en poids plumes.

### Jeux olympiques
- Médaille de bronze en -57 kg aux Jeux de 1968 à Mexico

## Référence
1. ↑  https://www.sports-reference.com/olympics/athletes/mi/ivan-mikhaylov-1.html